# 9nine 2013 LIVE「be!be!be! -キミトムコウヘ-」
『9nine 2013 LIVE「be!be!be! -キミトムコウヘ-」』（ナイン 2013 ライブ ビ!ビ!ビ! キミトムコウヘ）は、9nineが2013年11月4日に舞浜アンフィシアターで開催したライブ。また、その模様を収録した映像作品である。2014年7月16日にSME RecordsからDVDとBlu-rayで発売された。

## 概要

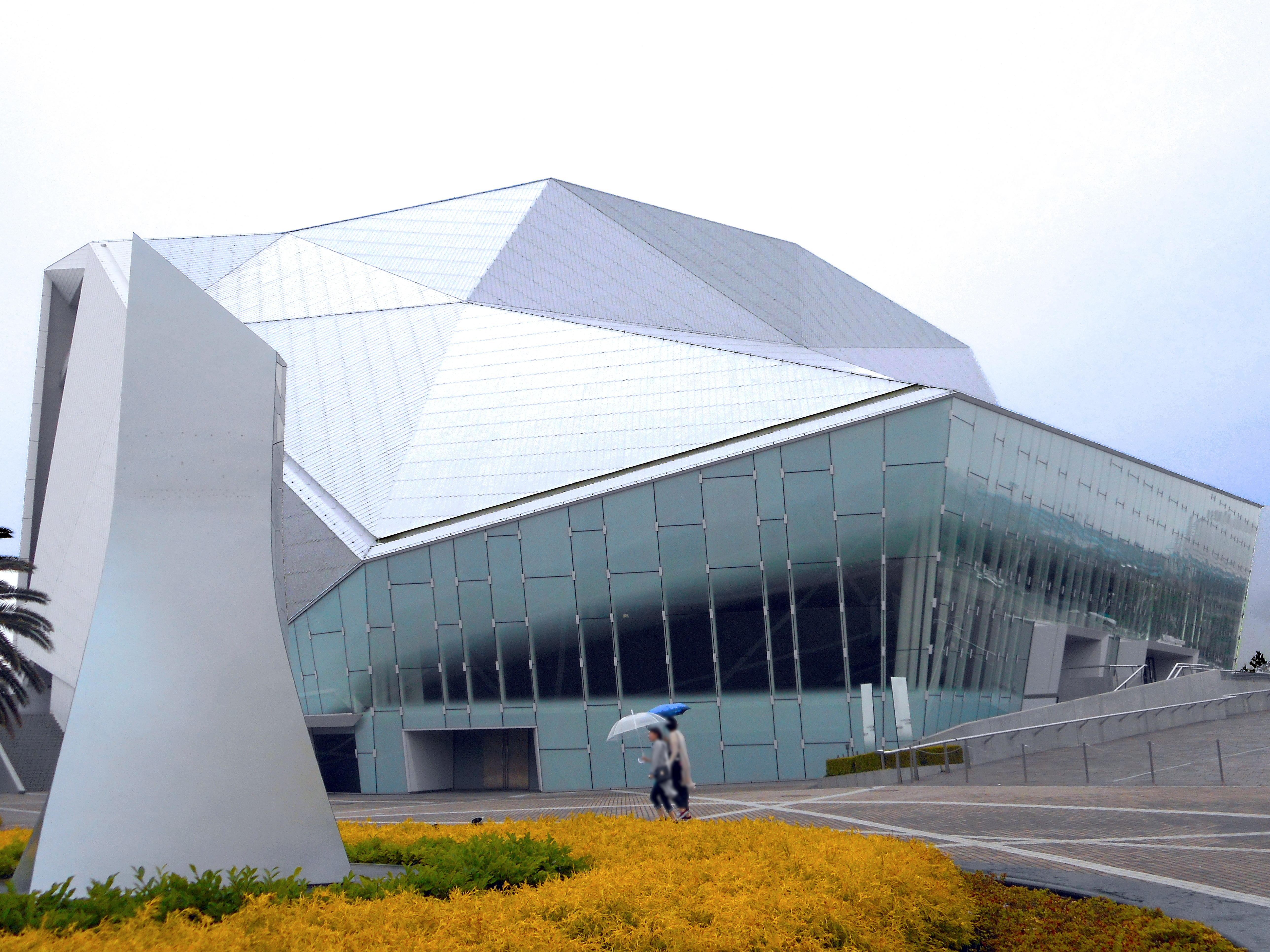
会場となった舞浜アンフィシアター

『"CUE"レコ発! 9nine全国 百聞<一見TOUR 2013』から約5か月振りとなる9nineのワンマンライブ。昼夜の2回公演で計4000人を動員。これまでのライブからさらにパワーアップし、巨大スクリーンを用いた映像との連動演出が大きな特徴でもある。
映像作品のリリースとしては前作以来約1年3か月振りで、ランキング成績も前作の94位からDVDが9位、Blu-rayが2位と大きく躍進した。

## 内容
- - Opening

1. Cross Over
2. 流星のくちづけ
3. Just A 恋
4. やさしい雨

- - MC1

1. 9nine o'clock
2. チクタク☆2NITE
3. アネモネもね

- - Dance Corner

1. Evolution No.9
2. koizora
3. Re:

- - MC2

1. Romantic moon
2. Brave
3. 少女トラベラー
4. SHINING☆STAR
5. colorful

アンコール
1. One Kiss
2. 困惑コンフューズ

- - MC3

1. つづくつづく...

- - Ending

昼の部より
- ダーリン、ダーリン
- I am...